# Station South Merton
South Merton is een spoorwegstation van National Rail in Merton in Engeland. Het station is eigendom van Network Rail en wordt beheerd door Govia Thameslink Railway. 